# Трамвай А (Москва)
Трамвай «А» («Аннушка») — маршрут московского трамвая, запущенный в 1911 году. С 19 июля 2020 года движение осуществляется от станции МЦД  Калитники до станции метро  Чистые пруды. Маршрут проходит мимо станций метро  Пролетарская,  Крестьянская Застава,  Павелецкая,  Павелецкая,  Третьяковская,  Новокузнецкая.

## История
Аннушка, Аннушка-вострушка,
Сколько мы с тобою провели минут!
Дорогая Аннушка, ты уже старушка,
С каждым днём короче твой маршрут...Н. Богословский
Первоначально маршрут «А» появился в Москве в 1911 году и был кольцевым. Основной трассой его следования было Бульварное кольцо, которому он и обязан названием (второе название Бульварного кольца — «кольцо А»). Кольцо замыкалось по Пречистенской, Кремлёвской и Москворецкой набережным, а также по Соймоновскому и Устьинскому проездам. При этом по большей части маршрута электрический трамвай прошёл впервые — ранее по этим улицам проходила конка.
Маршрут впервые был незначительно изменён в 1931 году — его перенесли с Соймоновского проезда и Пречистенской набережной на улицы Волхонка и Ленивка. В 1934 году маршрут на короткое время был разомкнут (проходил по трассе Зацепская площадь — Кропоткинские ворота), затем через год вновь восстановлен. В 1936 году из-за демонтажа путей на Кремлёвской и Москворецкой набережных южная часть маршрута была перенесена на другой берег реки Москвы — на улицы Серафимовича, Болотную и Осипенко (ныне Садовническую). В это же время трамвайные пути были убраны с Яузского бульвара и Устьинского проезда, имевшего слишком большой наклон, и перенесены на Солянку, улицу Разина (ныне Варварка) и соседние переулки.
В 1937 году пути на Болотной улице также были разобраны, и «Аннушка» вернулась на незамкнутую трассу Зацепская площадь — Кропоткинские ворота. С тех пор маршрут никогда не был кольцевым. В 1938 году маршрут вернулся на Устьинский проезд, но по-прежнему обходил по параллельным улицам Яузский бульвар. До Зацепской площади трасса проходила по улице Осипенко, улице Балчуг, Пятницкой и Новокузнецкой улицам. В 1939 году от Кропоткинских ворот маршрут был продлён по Кропоткинской (ныне Пречистенка), Зубовской и Большой Пироговской улицам до Клинической площади (находилась на пересечении улиц Еланского, Плющихи и Погодинской и 2-го переулка Тружеников). В 1943 году маршрут на короткое время сокращался до Кропоткинской, затем был восстановлен по прежней трассе, а в 1948 году продлён до конечной «Улица 10-летия Октября» по Малой Пироговской улице.
Через год были сняты пути на западной стороне Бульварного кольца, и трасса маршрута была перенесена на улицы Чехова (ныне улица Малая Дмитровка), 3-ю Тверскую-Ямскую, Большую Грузинскую, Красную Пресню и Шмитовский проезд. Маршрут «Зацепская площадь — Шмитовский проезд» просуществовал с небольшими изменениями трассы до 1967 года. В 1955 году маршрут вернулся на Яузский бульвар, а в 1963 году был перенесён на новую прямую трассу от метро «Новокузнецкая» к Большому Устьинскому мосту через Садовнический проезд.
В связи с закрытием линии по улицам Большой Грузинской и Заморёнова в 1967 году маршрут был резко сокращён до Трубной площади, таким образом, его северная часть вновь полностью проходила по Бульварному кольцу.
В 1971 году в связи с демонтажом линии по Рождественскому и Сретенскому бульварам (по ним и до настоящего времени нет движения общественного транспорта из-за больших уклонов) маршрут был ещё раз сокращён — до станции метро «Чистые пруды» (в то время «Кировская»).
В 1989—2020 годах по Чистопрудному бульвару с оборотом по кольцам у станции метро «Чистые пруды» и Покровских ворот курсировал «Трактир-трамвай» — ресторан на колесах «Аннушка». В нём пассажиры могли отведать блюда русской кухни.
В 1991 году с закрытием по просьбе Русской православной церкви кольца на Зацепской площади, проходившего вокруг церкви Фрола и Лавра, маршрут был отменён.
В 1997 году маршрут был запущен по трассе от Калужской площади до станции метро «Чистые пруды».
В 1998 году в связи с реконструкцией Большого Устьинского моста маршрут был сокращён до временного кольца, построенного возле станции метро «Новокузнецкая». В 1999 году трасса былa восстановлена.
В 2013 году маршрут отменялся из-за ремонта линии внутри Садового кольца, но 8 декабря 2013 года «Аннушку» запустили по временной трассе «метро „Пролетарская” — метро „Чистые пруды“». После окончания ремонта линии по Дубининской улице, 12 января 2014 года, маршрут вернулся на свою трассу к Калужской площади, а стрелка у Павелецкого вокзала из центра в сторону Кожевнической улицы была разобрана.
С 2019 года маршрут работал по временной схеме: от Черёмушек по Большой Черёмушкинской улице, Загородному шоссе до Серпуховского Вала, далее до метро «Чистые пруды». 19 июля 2020 года после открытия линии по Кожевнической улице маршрут на постоянной основе перенаправлен к Новоконной площади и передан в Октябрьское трамвайное депо. Для этого заасфальтированный в 2014 году поворот на Павелецкой площади весной 2020 года был восстановлен.

## Текущее состояние маршрута
Маршрут обслуживается Октябрьским трамвайным депо. На линии работают современные низкопольные трамваи «Витязь-М».

### Путь следования и остановки
Маршрут проходит по Чистопрудному, Покровскому, Яузскому бульварам, Садовническому проезду, Новокузнецкой улице, Площади Павелецкого вокзала, Кожевнической улице, Новоспасскому мосту, через метро Пролетарская и по Большой Калитниковской улице.
Остановки:
- Новоконная площадь
- Октябрьское трамвайное депо
- Малый Калитниковский проезд
- Воловья улица
- Большая Калитниковская улица
- Абельмановская Застава (только при следовании в сторону Новоконной площади)
- Кинотеатр «Победа» — Детский театр
- Метро «Пролетарская»
- Динамовская улица
- Новоспасский мост
- Кожевническая улица
- Павелецкий вокзал
- Павелецкий вокзал
- Метро «Павелецкая» (станции метро «Павелецкая» Замоскворецкой и «Павелецкая» Кольцевой линий)
- Вишняковский переулок
- Метро «Третьяковская»
- Метро «Новокузнецкая»
- Комиссариатский мост
- Яузские Ворота
- Воронцово Поле — Высшая школа экономики
- Казарменный переулок
- Покровские ворота
- Большой Харитоньевский переулок
- Метро «Чистые пруды»

## Интересные места на маршруте
- Линия по Бульварному кольцу и Новокузнецкой улице — единственная сохранившаяся трамвайная линия внутри Садового кольца.
- Данный маршрут присутствует в фильме «Трамвай в Москве» (1995).